# Sárgafényű aranybagoly
A sárgafényű aranybagoly (Diachrysia stenochrysis) a bagolylepkefélék családjába tartozó, Eurázsiában honos éjjeli lepkefaj. 

## Megjelenése
A sárgafényű aranybagoly szárnyfesztávolsága 2,8-3,5 cm. Elülső szárnya csillogó aranyszínű (néha zöldes), a tövén, valamint a szárnyközép alsó és felső szélén nagy barnás folttal, amelyek nem érnek össze (szemben a közönséges aranybagollyal, ahol a foltok egybefolynak és két részre választják az aranyszín mezőt). A szárny széles pereme halványbarnás. A rojt világosbarna. A hátulsó szárny barna, a külső széle kissé sötétebb. Fonákja világos, tompa sárgás vagy sárgászöld, apró, finom, fekete pikkelybehintéssel;  az elülső szárny közepe és töve sötétebb.
A két aranyszínű sáv összeköttetésének mértéke változó.
Petéi domború korong alakúak, fehérek, bordázottak.   
Hernyója világoszöld, finom fehér hátvonalakkal és hullámos oldalvonallal. Lábai fölött fehér csík húzódik, hasa világoszöld, finom fehér pontok tarkítják, feje sárgászöld. Bábja feketésbarna. 

### Hasonló fajok
A közönséges aranybagolytól csak szárnyrajzolatának kisebb eltérése különbözteti meg, ezért egyes szerzők egy fajnak tartják őket. Hasonlít még rá a foltosszegélyű aranybagoly és a vérfű-aranybagoly is.

## Elterjedése
Eurázsiában honos a Brit-szigetektől egészen Japánig. Magyarországon mindenütt előfordulhat, gyakori faj. 

## Életmódja
Kedveli a nedves élőhelyeket, mocsaras réteket, erdőket, erdőszéleket, tisztásokat, folyópartokat, de kertekben, parkokban is megtalálható. 
Évente két nemzedéke repül májustól szeptemberig. Éjjel aktív, a mesterséges fény vonzza. Hernyója polifág, különféle lágyszárú növények (pl. csalán, gyermekláncfű, útifű, árvacsalán, stb.) levelét fogyasztja. Kifejletten ritkás fehér szövedékben bábozódik be. 

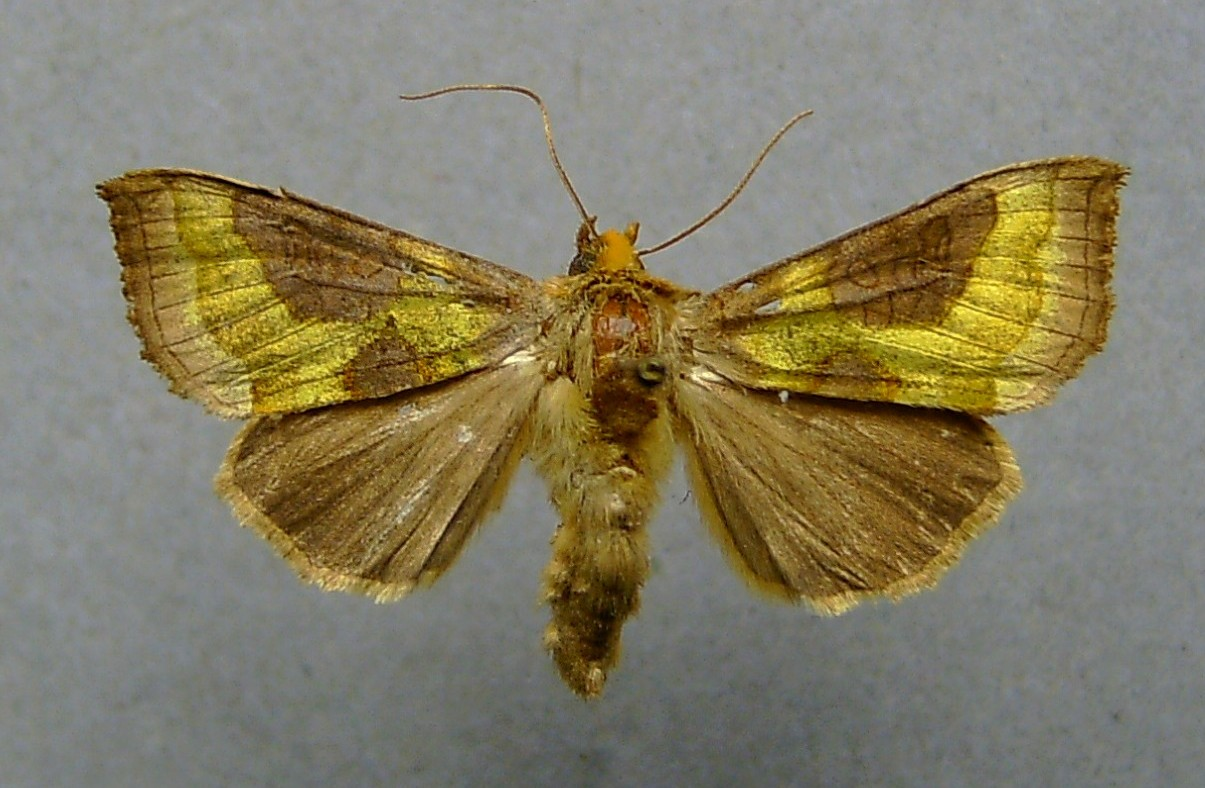
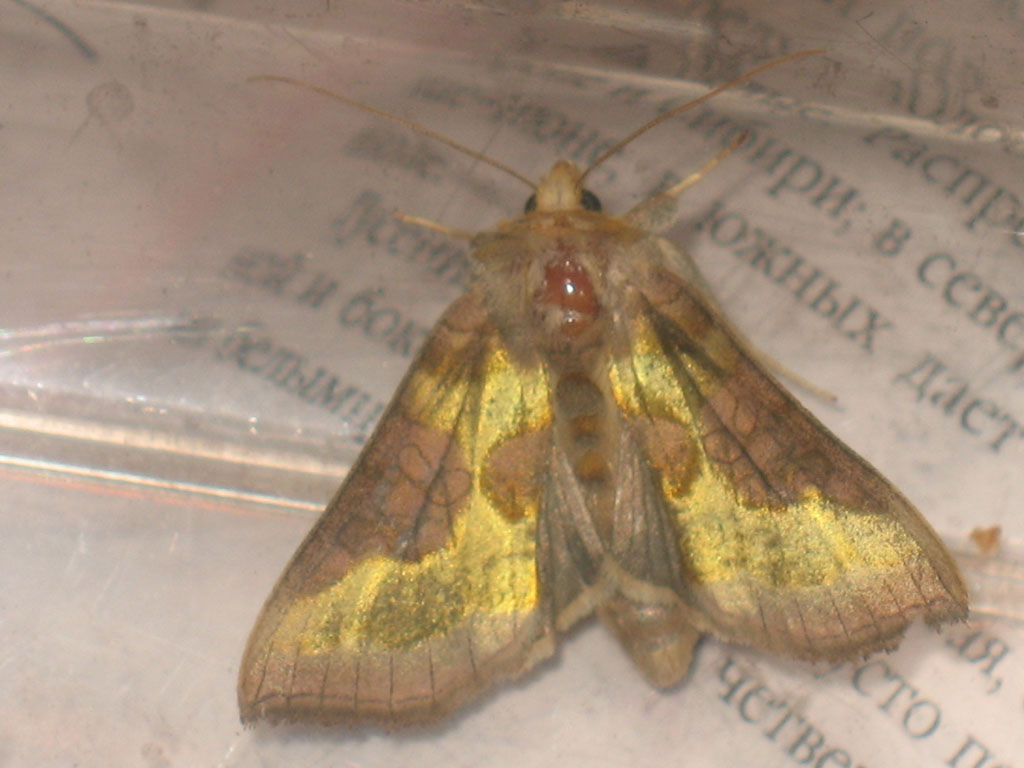
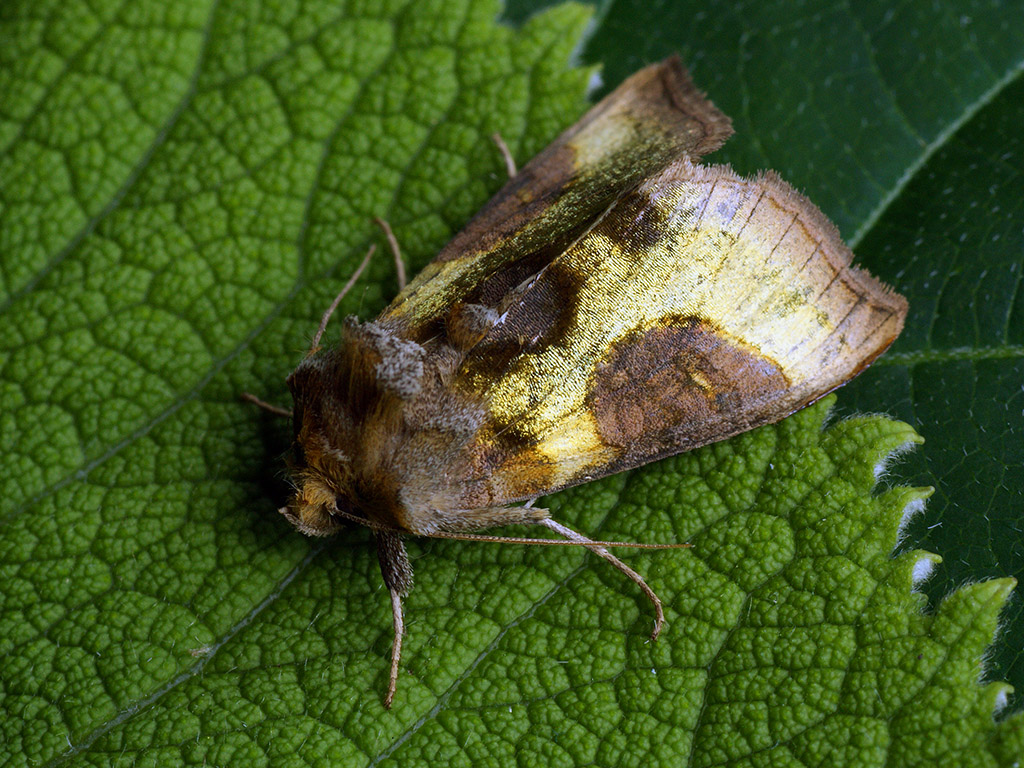
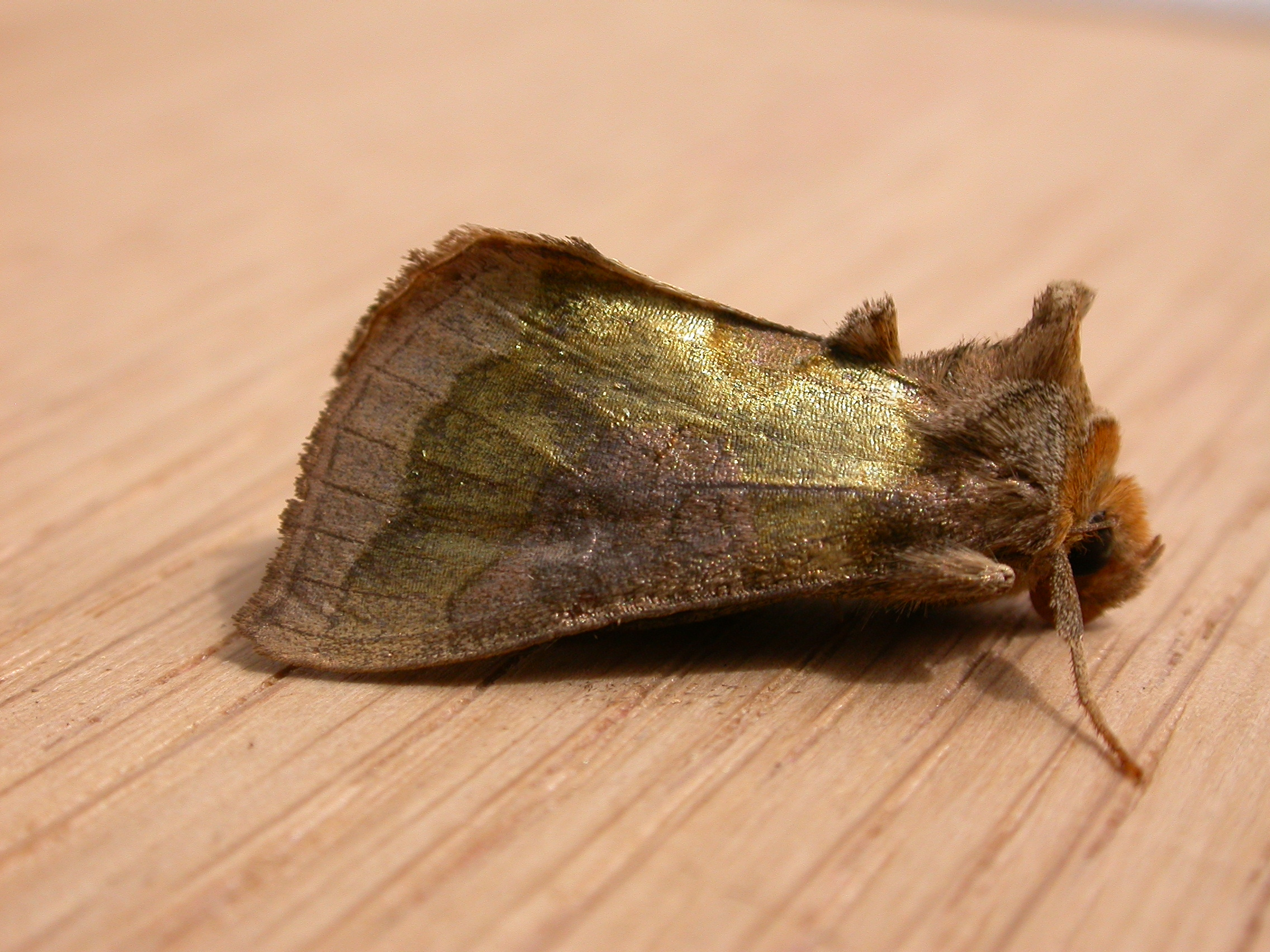
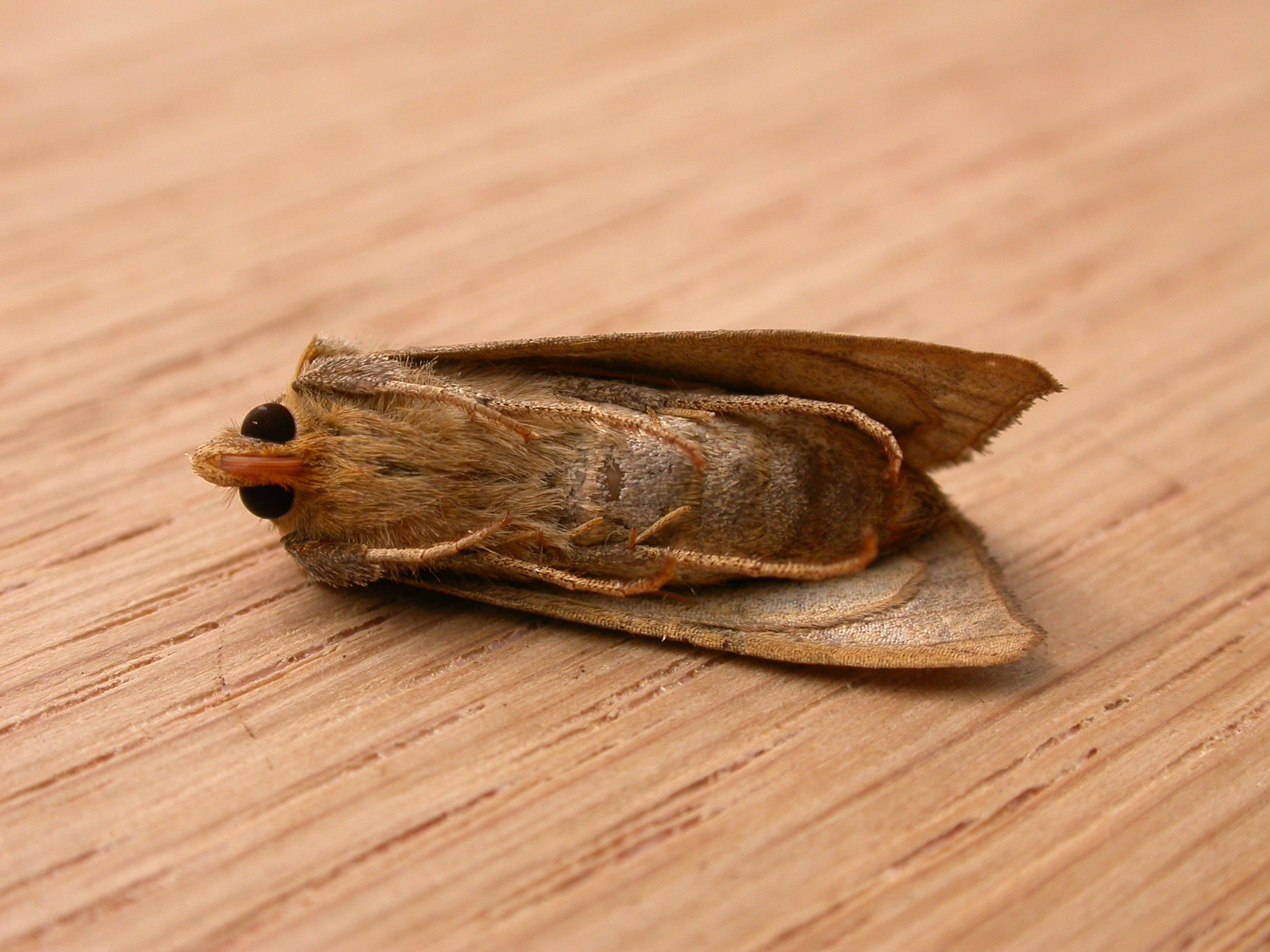

Magyarországon nem védett.